# Kanphata jogi
Kanphata jogi (sanskryt: dosłownie „jogin z przekłutymi uszami”) – jeden z istniejących do tej pory nurtów śiwaizmu, wywodzący się od Gorakhnatha, wyróżniający się zwyczajem rytualnego przekłuwania chrząstki małżowiny usznej i umieszczania w otworze kolczyka (mudra), będącego oznaka przynależności do sekty.